# 科扎尔德
科扎尔德，是匈牙利诺格拉德州所辖的一个村。总面积6.44平方公里，总人口159，人口密度24.7人/平方公里（2011年1月1日）。